# Rietbeek
De Rietbeek is een beek in de gemeente Nederweert.
De beek, die een lengte heeft van ongeveer 5 km, ontspringt ten oosten van Budschop en gaat van daar in zuidoostelijke richting. Met een sifon gaat de beek onder de Noordervaart door. Oostelijk van Nederweert-Eind loopt de beek dan langs natuurgebied Sarsven en De Banen en mondt in het afwateringskanaal Visschensteert uit.
In 2015 werd de beek langs het natuurgebied verlegd, om een natuurlijke overgang tussen de natuur en het landbouwgebied te bewerkstelligen.